# Skogens søvn
Skogens søvn (Noors voor Het bos slaapt) is een compositie van Arvid Kleven. Het is een symfonisch gedicht in sonatevorm, waarbij de Noorse bossen als inspiratiebron dienden. Klevens stijl week ten tijde van componeren af van de Noorse traditionele klassieke muziek. Hij schreef meer in een impressionistische stijl zoals Claude Debussy, waarin de nieuwe componeertechnieken verwerkt waren, maar dan toch vooral op zijn Noors. Dat kon niet verhinderen de critici en collegacomponisten Skogens søvn neersabelden. Men had kennelijk een dromerig werk verwacht, terwijl Kleven meer aan nachtmerrieachtige zaken dacht. Met zoveel kritiek is het daarom onverwacht dat het werk werd ingezonden als de bijdrage van Noorwegen aan een muziekfestival in Stockholm in 1927. Het werk bleef in manuscriptvorm achter om pas weer in 1990 uit de laden gehaald te worden. Er moest het nodige herstelwerk plaatsvinden, want de handgeschreven partituur bevatte een behoorlijke hoeveelheid foute notaties.
Kleven schreef het werk voor
- 2 dwarsfluiten, 2 hobo’s, ook althobo, 2 klarinetten,  2 fagotten
- 4 hoorns, 3 trompetten
- pauken,  man/vrouw percussie,  harpen
- violen, altviolen, celli, contrabassen